# Rodney Kongolo
Rodney Nkele Kongolo, plus connu comme Rodney Kongolo,  né le 9 janvier 1998 à Rotterdam aux Pays-Bas, est un footballeur néerlandais qui évolue au poste de milieu de terrain au FC Emmen.
Il est le frère cadet de Terence Kongolo, actuellement joueur de Fulham.

## Biographie

### Carrière en club

#### Retour aux Pays-Bas (2018-2022)
Le 18 juillet 2018, le SC Heerenveen annonce l'arrivée de Rodney Kongolo, la valeur de la transaction s'élève à 840 000€.
Il y signe un contrat de 4 ans, s'achevant donc en 2022, lors de l'interview de son arrivée il déclare vouloir s'imposer en Eredivisie.

### En équipe nationale
Avec les moins de 19 ans, il participe au championnat d'Europe des moins de 19 ans en 2017. Lors de cette compétition organisée en Géorgie, il joue quatre matchs. Il se met en évidence lors de la phase de poule, en inscrivant un but face à la Bulgarie. Les Néerlandais s'inclinent en demi-finale face au Portugal.

## Statistiques
| Saison                | Club                    | Championnat           | Championnat | Championnat | Championnat | Coupe nationale | Coupe nationale | Coupe nationale | Coupe de la Ligue | Coupe de la Ligue | Coupe de la Ligue | Compétition(s) continentale(s) | Compétition(s) continentale(s) | Compétition(s) continentale(s) | Compétition(s) continentale(s) | Autre(s) compétition(s) | Autre(s) compétition(s) | Autre(s) compétition(s) | Total | Total | Total |
| Saison                | Club                    | Division              | M.          | B.          | P.d.        | M.              | B.              | P.d.            | M.                | B.                | P.d.              | Comp.                          | M.                             | B.                             | P.d.                           | M.                      | B.                      | P.d.                    | M.    | B.    | P.d.  |
| 2017-2018             | Doncaster Rovers (prêt) | League One            | 35          | 0           | 3           | 3               | 0               | 0               | 3                 | 1                 | 0                 | -                              | -                              | -                              | -                              | 1                       | 0                       | 1                       | 42    | 1     | 4     |
| Sous-total            | Sous-total              | Sous-total            | 35          | 0           | 3           | 3               | 0               | 0               | 3                 | 1                 | 0                 | -                              | 0                              | 0                              | 0                              | 1                       | 0                       | 1                       | 42    | 1     | 4     |
| 2018-2019             | SC Heerenveen           | Eredivisie            | 9           | 0           | 0           | 1               | 0               | 0               | -                 | -                 | -                 | -                              | -                              | -                              | -                              | -                       | -                       | -                       | 10    | 0     | 0     |
| 2019-2020             | SC Heerenveen           | Eredivisie            | 26          | 4           | 1           | 3               | 0               | 1               | -                 | -                 | -                 | -                              | -                              | -                              | -                              | -                       | -                       | -                       | 29    | 4     | 2     |
| 2020-2021             | SC Heerenveen           | Eredivisie            | 31          | 1           | 4           | 4               | 1               | 0               | -                 | -                 | -                 | -                              | -                              | -                              | -                              | -                       | -                       | -                       | 35    | 2     | 4     |
| 2021-2022             | SC Heerenveen           | Eredivisie            | 10          | 0           | 1           | 2               | 0               | 0               | -                 | -                 | -                 | -                              | -                              | -                              | -                              | -                       | -                       | -                       | 12    | 0     | 1     |
| Sous-total            | Sous-total              | Sous-total            | 76          | 5           | 6           | 10              | 1               | 1               | 0                 | 0                 | 0                 | -                              | 0                              | 0                              | 0                              | 0                       | 0                       | 0                       | 86    | 6     | 7     |
| 2021-2022             | Cosenza Calcio          | Serie B               | 15          | 0           | 0           | -               | -               | -               | -                 | -                 | -                 | -                              | -                              | -                              | -                              | -                       | -                       | -                       | 15    | 0     | 0     |
| Sous-total            | Sous-total              | Sous-total            | 15          | 0           | 0           | 0               | 0               | 0               | 0                 | 0                 | 0                 | -                              | 0                              | 0                              | 0                              | 0                       | 0                       | 0                       | 15    | 0     | 0     |
| 2023-2024             | Roda JC                 | Eerste Divisie        | 32          | 1           | 3           | -               | -               | -               | -                 | -                 | -                 | -                              | -                              | -                              | -                              | 2                       | 0                       | 0                       | 34    | 1     | 3     |
| 2024-2025             | Roda JC                 | Eerste Divisie        | 16          | 1           | 0           | -               | -               | -               | -                 | -                 | -                 | -                              | -                              | -                              | -                              | -                       | -                       | -                       | 16    | 1     | 0     |
| Sous-total            | Sous-total              | Sous-total            | 48          | 2           | 3           | 0               | 0               | 0               | 0                 | 0                 | 0                 | -                              | 0                              | 0                              | 0                              | 2                       | 0                       | 0                       | 50    | 2     | 3     |
| Total sur la carrière | Total sur la carrière   | Total sur la carrière | 174         | 7           | 12          | 13              | 1               | 1               | 3                 | 1                 | 0                 | -                              | 0                              | 0                              | 0                              | 3                       | 0                       | 1                       | 193   | 9     | 14    |